# Tiola Silenzi
Tiola Silenzi (Figline Valdarno, 12 novembre 1916 – 1947) è stata una cantante italiana.

## Biografia
Studia canto e pianoforte. Nel 1935, il 17 febbraio, consegue il diploma di magistero nella classe pianoforte all’accademia di Santa Cecilia di Roma, successivamente, svolge a La Spezia, nel 1936, un concorso per nuovi cantanti e l’ottimo piazzamento le consente di registrare i suoi primi dischi con l’etichetta Columbia – Odeon. In questo concorso conosce Fulvio Pazzaglia, anche lui vincitore nella stessa gara. I cantanti proseguono per la stessa strada: sia in campo musicale che nella vita. Si forma così il duo Silenzi – Pazzaglia e dal quel momento ottengono un grande successo. Compiono diverse tournee, cantando per le Forze Armate. Il concorso EIAR del 1938 selezionò 14 nuovi interpreti e Tiola Silenzi fu tra i prescelti.
Effettuano una lunga tournè in Germania accompagnati dall’orchestra del maestro Nello Segurini. Il brano Chiesetta Alpina (de Arrigo-De Martino) cantato da Tiola Silenzi e Fulvio Pazzaglia fu uno dei 
successi del 1940 alla radio. Nel 1947, si scioglie la coppia, per la prematura morte della cantante Tiola 
Silenzi.

## Discografia

### 78 giri
- 1939 - Tu Solamente Tu
- 1939 - Tzigano
- 1942 - Chiesetta Alpina
- 1942 - Firulirulin
- 1942 - Mattinata Fiorentina
- 1942 - Sorrentina
- 1943 - La Trasteverina moderna
- 1943 - 	Sotto la neve (che freddo questa sera) [2]